# Пилипас, Евгений Васильевич
Евгений Васильевич Пилипас (19 июня 1976) — киргизский футболист, полузащитник. Выступал за сборную Кыргызстана.

## Биография

### Клубная карьера
Воспитанник бишкекского РУОР. На взрослом уровне начал выступать в 1993 году в чемпионате Кыргызстана в составе «Алги». В 1995 году играл за бишкекский «АиК» и стал серебряным призёром чемпионата страны. Большую часть сезона 1996 года провёл в третьей лиге России в составе «Астратекса», но в конце года вернулся в «АиК» и стал обладателем Кубка Кыргызстана 1996 года, в финальном матче вышел на замену на 86-й минуте.
В дальнейшем выступал за ведущие клубы Кыргызстана: бишкекские «СКА ПВО» (1998—1999, 2001) и «Динамо» (2000), неоднократно становился чемпионом и серебряным призёром чемпионата страны, обладателем национального Кубка.
В 2002—2003 годах играл в Казахстане за «Жетысу», в 2002 году — в первой лиге, а в 2003 году — в высшей.
В 2004—2005 годах выступал за «Дордой-Динамо» (Нарын), становился чемпионом и обладателем Кубка Кыргызстана. Затем играл за столичные «Шер» и снявшийся по ходу сезона «Авиатор-ААЛ». В 2008 году снова играл в первой лиге Казахстана, на этот раз за «Авангард-СКО» (Петропавловск), а в 2009 году в чемпионате Кыргызстана за ФК «Кант-77».
В 2010—2011 годах выступал за «Нефтчи» (Кочкор-Ата), стал чемпионом (2010) и серебряным призёром (2011) чемпионата Кыргызстана, обладателем Суперкубка страны (2011) и двукратным финалистом национального кубка. Был капитаном «Нефтчи». В конце карьеры выступал в «Алге», с которой был серебряным (2012) и бронзовым (2014) призёром чемпионата, финалистом Кубка (2012).
После окончания профессиональной карьеры выступал в чемпионате Кыргызстана среди ветеранов. В 2015 и 2018 годах признавался лучшим игроком турнира.
В 2015 году входил в тренерский штаб «Алги». В 2018 году возглавлял команду первой лиги «Живое».

### Карьера в сборной
Несмотря на успехи на клубном уровне, в национальной сборной Кыргызстана дебютировал только в 27-летнем возрасте, 18 февраля 2004 года в матче против Таджикистана. В 2004 году провёл 7 матчей, затем после трёхлетнего перерыва сыграл свой последний матч 27 апреля 2008 года против Омана. Всего на счету футболиста 8 матчей за сборную в 2004—2008 годах.